# Bétahistine
La bétahistine est une substance chimique ayant des propriétés vasodilatatrices cérébrales et périphériques, et qui est utilisée pour le traitement des vertiges (en particulier la maladie de Menière), commercialisée par les laboratoires Bouchara-Recordati avec la spécialité pharmaceutique Lectil, mais qui est largement diffusée en officine comme médicament générique.

## Mode d'action
Il interagit avec plusieurs récepteurs à l'histamine, au niveau vasculaire et cérébral ainsi que labyrinthique, avec, pour conséquence, une augmentation du débit au niveau du vestibule et de la cochlée et une diminution de la sensibilité de ce premier. Il est ainsi agoniste H1 et antagoniste H3.

## Pharmacocinétique
La bétahistine est métabolisée en deux composants, l'aminoéthylpyridine et la hydroxyéthylpyridine, tous deux actifs sur le débit sanguin cochléaire.

## Efficacité
Il est largement prescrit dans la maladie de Menière ou le vertige mais son efficacité reste discutée,,.

## Retrait du marché américain
La molécule, commercialisée sous le nom de Serc, a reçu l'approbation initiale de la Food and Drug Administration (FDA) américaine en novembre 1966 pour le traitement de la maladie de Ménière. Cette approbation reposait sur une seule étude clinique menée par Joseph Elia et publiée dans le Journal of the American Medical Association (JAMA) en avril de la même année . La FDA a mis fin à la demande d'autorisation de mise sur le marché de la bétahistine le 21 décembre 1972, à la suite d'une action en justice intentée par Consumers Union .